# ジェラルディン・ドーソン
ジェラルディン・ドーソン（Geraldine Dawson）は、アメリカの心理学者・神経科学者。デューク大学精神医学・行動科学科ウィリアム・クレランド特別教授。自閉スペクトラム症（ASD）の早期の脳機能に関する研究を行い、電気生理学的手法を用いたバイオマーカーの研究に関わっている。自閉症の早期症状や発達の後退についての研究を行い、乳児期の症例を報告した。自閉症の幼児を対象とした早期介入法「アーリースタート・デンバー・モデル（ESDM）」の共同開発者の一人でもある。

## 経歴
1974年にワシントン大学にて心理学の学士号を取得。1978年から1979年にかけて、同大学の子どもの発達・知的障害センターにて小児臨床心理学の研修を受ける。1979年には、同大学大学院にて発達心理学および臨床心理学の博士号（Ph.D.）を取得。
その後、1979年から1980年にかけてカリフォルニア大学ロサンゼルス校（UCLA）の神経精神医学研究所にて神経発達障害を専門とする博士研究員（ポスドク）として研究に従事。1980年にはノースカロライナ大学チャペルヒル校精神医学科TEACCH部門に研究員として勤務した。
2013年には、デューク大学自閉症・脳発達センター（Duke Center for Autism and Brain Development）を創設し、2024年までディレクターを務めた。同センターは、アメリカ国立衛生研究所（NIH）より「自閉症エクセレンスセンター（Autism Center of Excellence）」に指定されており、研究・臨床・教育・政策を統合した拠点となっている。
また、ワシントン大学では長年にわたり心理学教授および自閉症センター所長を務め、現在は名誉教授（Professor Emerita）の称号を保持している。

## 表彰
- アメリカ心理学会優秀功労賞（第53部門）
- 心理科学協会生涯功労賞
- アメリカ自閉症協会研究貢献賞
- 自閉症協会年間最優秀医療専門家賞
- 自閉症協会功労賞[5]
- クラリベイト誌による全科学分野におけるトップ1%被引用研究者賞[6]

## 著書
- 『自閉症: その本態、診断および治療』
- 『みんなで学ぶアスペルガー症候群と高機能自閉症』
- 『ESDM -カリキュラムチェックリスト-』
- 『おうちでできるESDM～親のための手引書～』
- 『A Parent's Guide to High-Functioning Autism Spectrum Disorder: How to Meet the Challenges and Help Your Child Thrive』